# Kröflustöð
Krafla kraftværk eller på islandsk Kröflustöð er et geotermisk kraftværk på det nordlige Island ved den aktive vulkanen Krafla nær Mývatn.
Konstruktionen af anlægget startede i 1975. Anlægget blev planlagt med to dampturbiner med en total kapacitet på 60 megawatt (MW). Kraftværket blev sat i drift i august 1977 med kun én turbine installeret – anlægget kørte derfor på halv effekt fra starten. Mellem 1974 og 1984 var der en række vulkanudbrud i området ved Kröflueldar med påfølgende lavastrømme nær kraftværksbygningerne og stor dampudvikling.
I 1996 blev det besluttet at installere turbine nummer to, og siden 1999 har kraftværket kørt med den oprindeligt planlagte kapacitet på 60 MW. Værket henter dampen op fra 18 produktionsbrønde. Der er dog fortaget i alt 44 boringer. Indtil Nesjavellir kraftværk kom i drift i 1990, var Krafla kraftværk det største af sin slags på Island.
I 1985 blev Krafla kraftværk delvis privatiseret, da det blev overtaget af det halvstatslige selskab Landsvirkjun. En udvidelse til 150 MW er planlagt.
Krafla kraftværk ligger syv kilometer fra det mindre geotermiske kraftværk Bjarnarflag.